# کوین تاونسون
کوین تاونسون (انگلیسی: Kevin Townson؛ زادهٔ ۱۹ آوریل ۱۹۸۳) بازیکن فوتبال اهل بریتانیا است.
از باشگاه‌هایی که در آن بازی کرده است می‌توان به باشگاه فوتبال مکلسفیلد تاون، باشگاه فوتبال فایلد، باشگاه فوتبال روچدیل، باشگاه فوتبال بوتل، باشگاه فوتبال نیو سنتس، باشگاه فوتبال نورتویچ ویکتوریا، باشگاه فوتبال وارینگتون تاون، باشگاه فوتبال اورتون، و باشگاه فوتبال درویلزدن اشاره کرد.
وی همچنین در تیم ملی فوتبال زیر ۱۹ سال انگلستان بازی کرده است.